# Rathcormac
Rathcormac (in irlandese: Ráth Chormaic che significa "forte ad anello di Cormac") è una cittadina nella contea di Cork, in Irlanda.